# Der weiße Harem
Der weiße Harem ist ein US-amerikanischer Abenteuerfilm aus dem Jahr 1928 von John S. Waters mit Gary Cooper und Evelyn Brent in den Hauptrollen. Der Stummfilm wurde von der Paramount Famous Lasky Corporation produziert und basiert auf dem Roman Beau Sabreur von Percival Christopher Wren. Er ist eine Fortsetzung des ein Jahr zuvor entstandenen Spielfilms Blutsbrüderschaft, der auf Wrens Roman Beau Geste basiert.

## Handlung
Die Fremdenlegionäre Henri de Beaujolais, Raoul de Redon und Dufour überschreiten ihren Urlaub in Algier und kommen dafür in Arrest. Dort erhält Henri den Titel „Beau Sabreur“, den ihm sein Onkel, General Beaujolais, verliehen hat, als er ein Duell mit einem Verräter, Becque, gewann. Der General bittet Henri, seinen Lebenswandel für Frankreich aufzugeben, und schickt ihn zunächst in die Sahara, um die Bräuche der Stämme kennenzulernen. In Zaguig trifft er auf die amerikanische Journalistin Mary Vanbrugh, deren Annäherungsversuche er brüsk abweist. 
Als Becque erfährt, dass Henri den Befehl hat, Scheich El Hammel in einer entfernten Oase zu besuchen, um einen Vertrag zu besprechen, hofft er, Henris Abreise durch einen Angriff auf Zaguig zu verhindern. Henri entkommt jedoch mit Mary, ihrer Magd Maudie und seinem Adjutanten. Aus Misstrauen gegenüber Becque stimmt der Scheich einem Vertrag mit den Franzosen zu, die sich einem weiteren Angriff des rachsüchtigen Becque widersetzen. Henri tötet Becque in einem Duell und gesteht, nachdem er seine Aufgabe für Frankreich erfüllt hat, dass er Mary liebt.

## Hintergrund
Gedreht wurde der Film in Guadalupe, im Red Rock Canyon und in Yuma (Arizona).
Travis Banton war für das Kostümbild zuständig. Charles Barton arbeitete als Regieassistent, Lloyd Ahern sr. als Kameraassistent, Harry Hallenberger als Kameraführer sowie Alma Macrorie als Angestellte der Schnittabteilung. 
Noah Beery und William Powell standen auch für den Vorgängerfilm vor der Kamera. Da ihre Charaktere in dem Film starben, waren sie hier in anderen Rollen zu sehen. 
In Drei Fremdenlegionäre aus dem Jahr 1939 spielte Gary Cooper als Beau Geste erneut eine Rolle aus Wrens Romanen.
Da keine Kopien der sieben Filmrollen existieren, gilt der Film als verschollen.

## Veröffentlichung
Die Premiere des Films fand am 22. Januar 1928 statt. Österreich kam er am 18. Januar 1929 in die Kinos.

## Kritiken
Der Filmkritiken-Aggregator Rotten Tomatoes hat in einer Auswertung von zehn Kritiken eine Zustimmungsrate von 60 Prozent errechnet.
Eher zurückhaltend waren die Kritiken der Magazine Variety und Life. Die Variety sah in dem Werk nichts Besonderes, nur eine geradlinige, nicht besonders starke Geschichte, während Robert E. Sherwood den Film in der Life als eine blasse Fälschung von Herbert Brenons unerschütterlichem Melodram bezeichnete. Im Brooklyn Daily Eagle bemängelte Martin Dickstein, dass die Anstrengungen von Cooper, Brent, Beery und Powell keine große Wirkung erzielen. Laurence Reid warnte im Magazin Motion Picture News, wer auf eine würdige Fortsetzung von „Beau Geste“ gewartet habe, werde hier mit Sicherheit enttäuscht. Die Absicht mag gut gewesen sein, aber die Geschichte stimme einfach nicht.
Positiver zeigte sich Mordaunt Hall von der The New York Times. Er befand, der Film habe vielleicht nicht die geniale Spannung, die „Beau Geste“ ausmachte, aber er sei kein Film, von dem man sich abwenden möchte, nicht einmal für den Bruchteil einer Sekunde. Hervorragende Regie, durchdachte Besetzung und hervorragende Schauspielerei seien in dieser Produktion enthalten.
Weitere Kritiker waren begeistert. So wurde im Magazin The Film Daily hervorgehoben, dass Nervenkitzel, Liebesszenen und alles andere für eine farbenfrohe Unterhaltung sorgen. Die Zeitschrift Photoplay lobte die Geschichte voller Abenteuer und Romantik, die äußerst faszinierend sei. In der australischen Ausgabe der Sunday Mail hieß es, die Aktivitäten der französischen Fremdenlegion bilden den Hintergrund für ein rasantes Drama, und der Zuschauer werde von einer Flut von Nervenkitzel und Abenteuer mitgerissen. Die The Sunday Times lobte insbesondere die Darsteller Cooper und Brent, die noch nie in einem Film mitgewirkt haben, der ihr Können besser zur Schau stellte als dieser.